# Norled
Norled AS är ett norskt rederi med ett 80-tal fartyg i linjetrafik på färje- och passagerarrutter i Norge. Norled har huvudkontor i Stavanger och ägs av Norled Holding AS, vilket i sin tur ägs av Det Stavangerske Dampskibsselskab. 
Norled grundades som Tide Sjø AS 2007 efter det att Tide ASA köpt Stavangerske AS från Det Stavangerske Dampskibsselskab och slagit samman det med sitt dotterbolag Tide Sjø AS under namnet Tide Sjø AS. Företaget knoppades av från Tide-koncernen 2011 och namnändrades 2012 till Norled AS. 
Norleds historia går tillbaka till grundandena av Det Stavangerske Dampskibsselskab 1855, Interessentskabet Hardangeren 1868 och Det Søndhordlandske Dampskibsselskab 1871. Dessa tre rederier bildade 1974 det gemensamma Flaggruten, vilket övertogs av HSB (en sammanslagning av Interessentskabet Hardangeren och Det Søndhordlandske Dampskibsselskab) 1991.
Norled tog 2014 i drift Norges första batteridrivna bilfärja, M/F Ampere.  Denna trafikerar en rutt över Sognefjorden.

## Bildgalleri

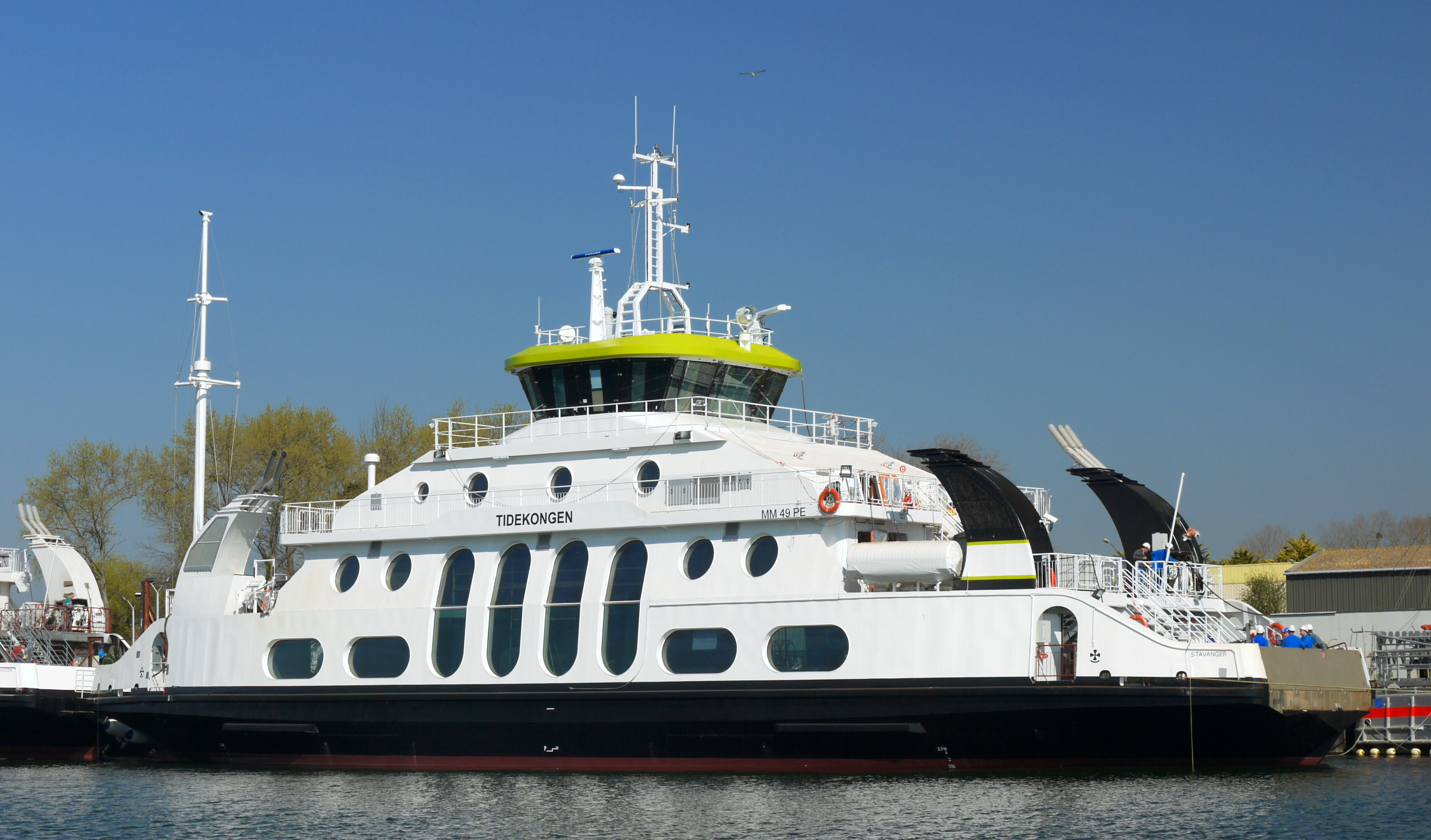
M/S Tidekongen, som trafikerer rutten Oslo–Nesoddtangen
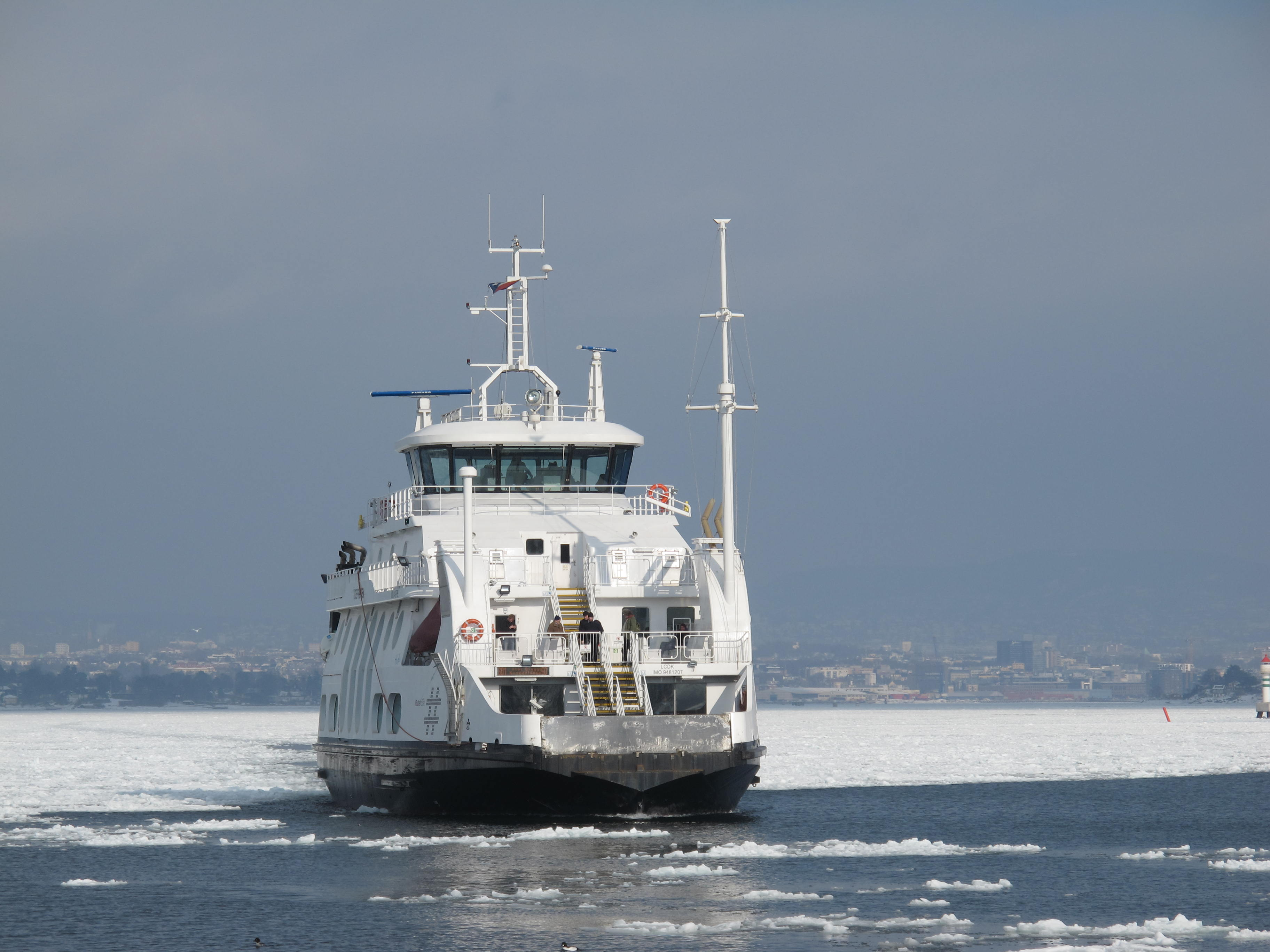
Nesoddbåten på väg till Nesoddtangens brygga
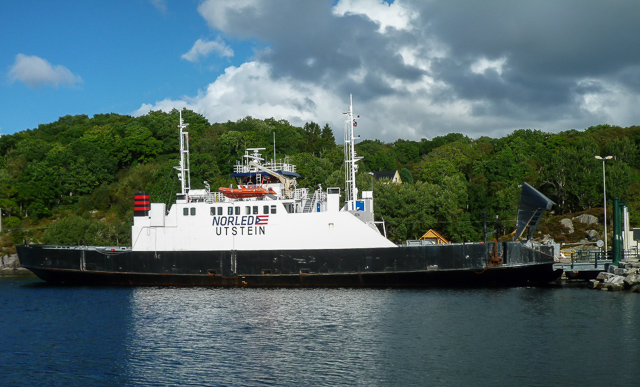
M/F Utstein anlöper Buavågs färjeläge i Hordaland
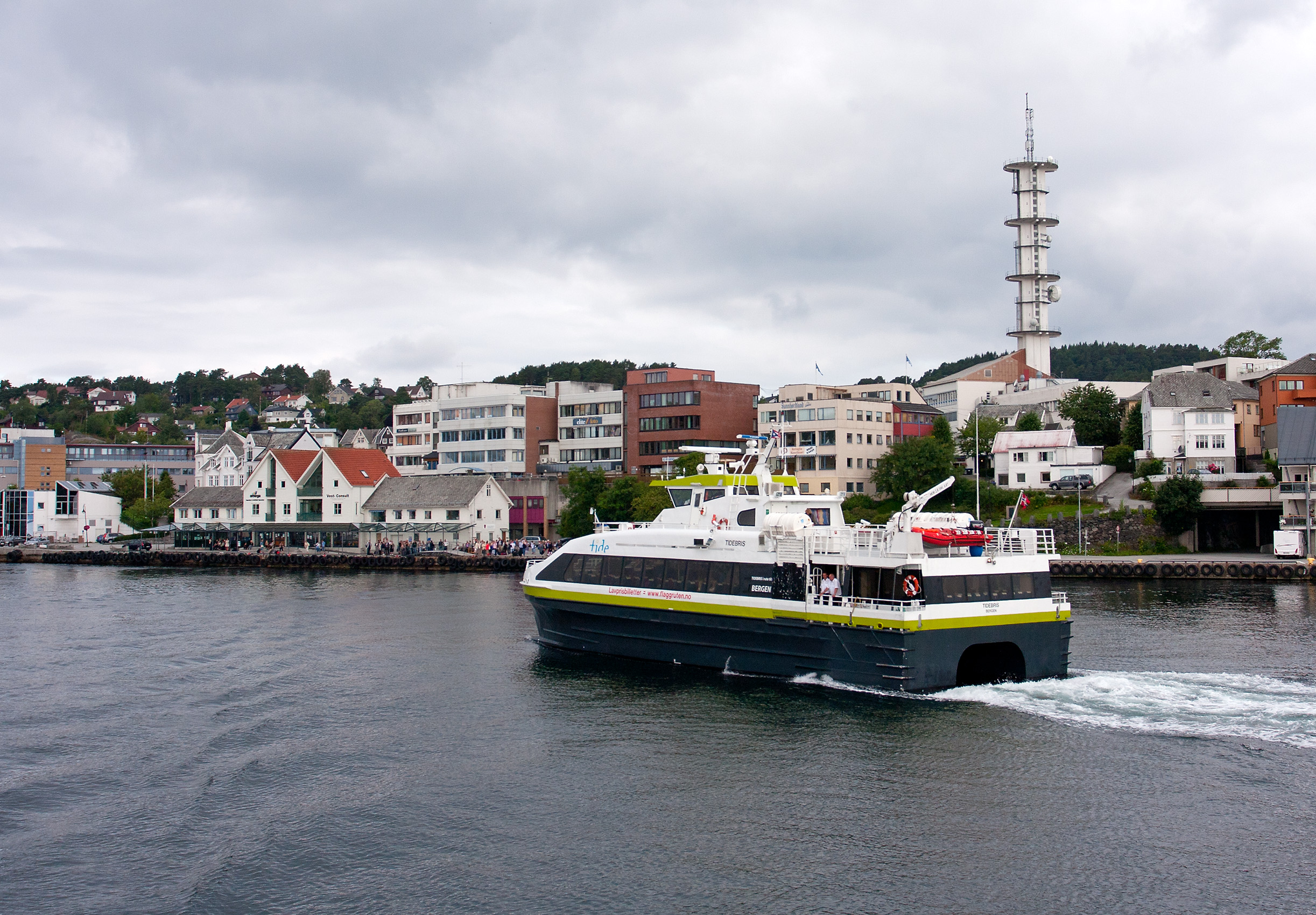
Katamaranen M/F Tidebris i Leirvik
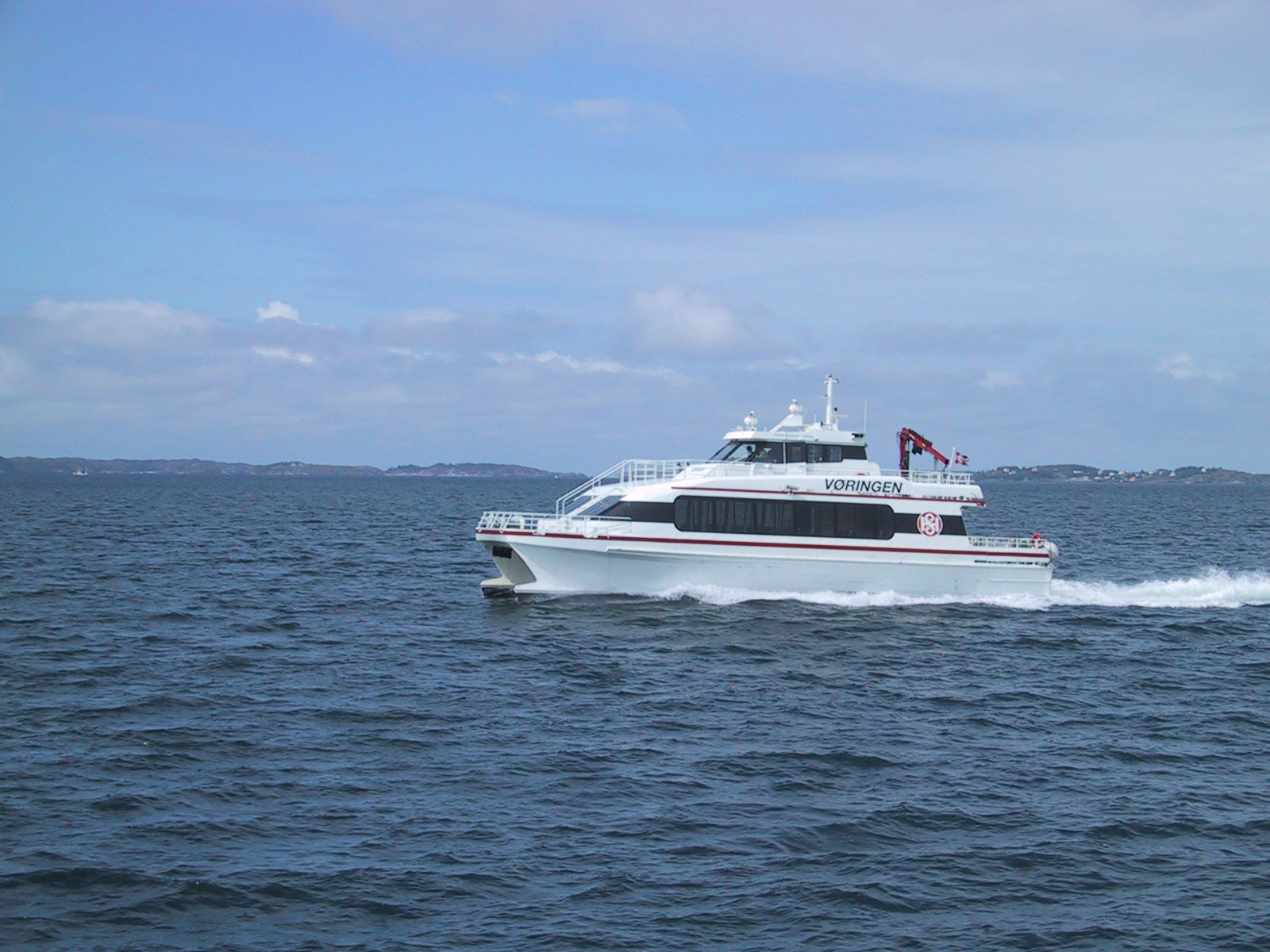
Katanaranen M/F Vøringen
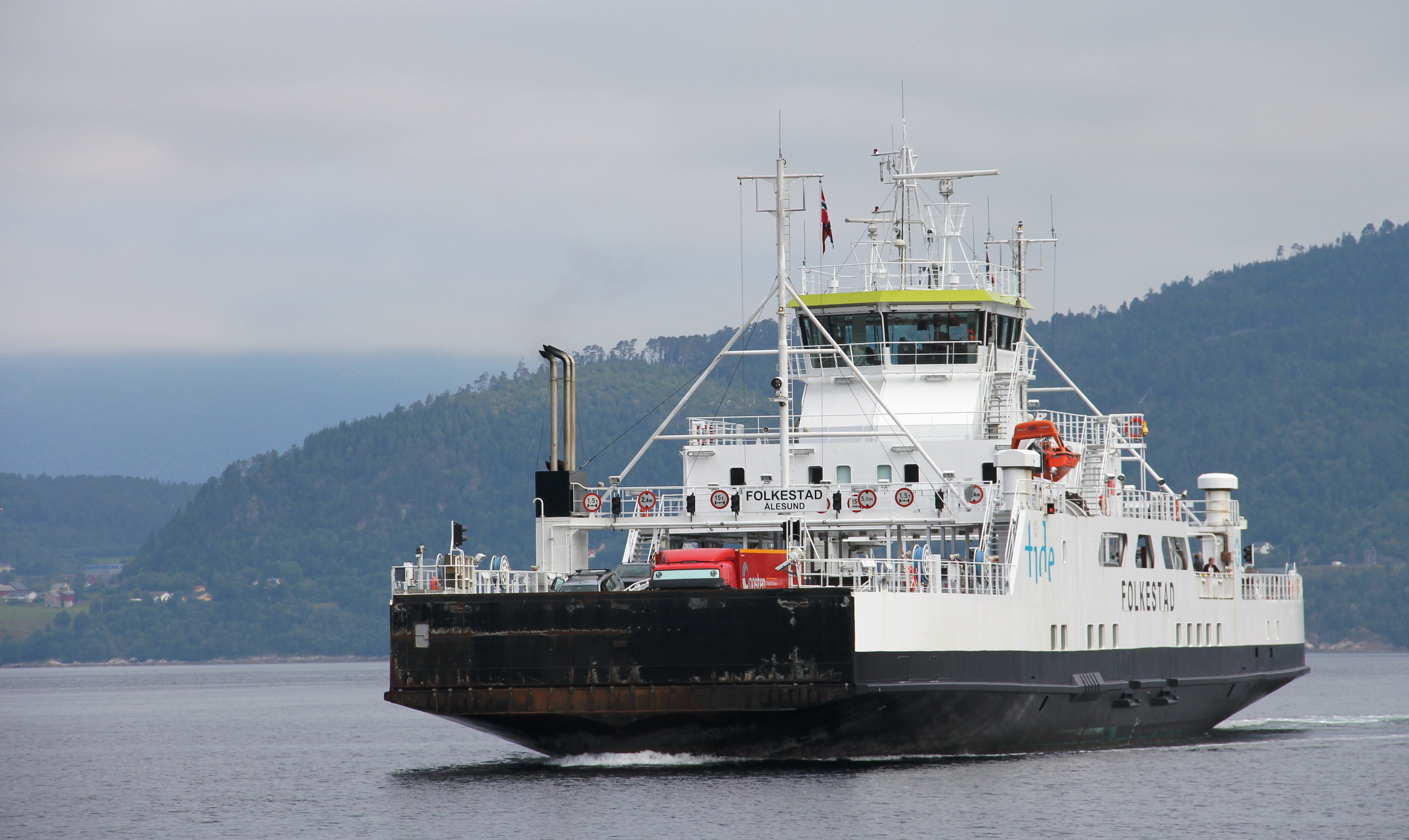
M/F Folkestad